# Litola
Litola ist ein Verwaltungsbezirk (Ward) des Distrikts Namtumbo in der tansanischen Region Ruvuma.

## Geografie
Litola liegt im Südwesten von Tansania etwa 35 Kilometer Luftlinie nordöstlich der Regionshauptstadt Songea. Das gebirgige Land liegt in rund 1000 Meter Seehöhe, wobei im Norden Höhen von 1400 Meter erreicht werden.
Der Bezirk grenzt im Norden an Namtumbo, im Osten an Luegu, im Südosten an Luchili, im Süden an Mkongo, im Südwesten an Matimira und im Westen an Namabengo und Hanga. Bei der Volkszählung 2022 lebten 12.533 Menschen in 2941 Haushalten auf einer Fläche von 298 Quadratkilometern.

## Gliederung
Der Bezirk besteht aus vier Gemeinden (Mtaa) mit 30 Orten (Kitongoji):
| Litola - Songea A - Songea B - Lindi A - Lindi B - Mtakanini A - Mtakanini B - Shuleni A - Shuleni B | Kumbara - Chaga - Namawiga A - Namawiga B - Lindi A - Lindi B - Gulioni A - Gulioni B | Mbimbi - Mchakamchaka - Nganyangila - Gulioni - Nambanje - Kihuruku A - Kihuruku B | Ngwinde - Luegu A - Misufini A - Misufini B - Madukani A - Madukani B - Changalawe A - Changalawe B - Mwembechai A - Mwembechai B |

## Infrastruktur
- Bildung: Die Luegu Secondary School ist eine staatliche weiterführende Schule, die Tages- und Internatsschüler bis zur 4. Stufe ausbildet.[8]
- Gesundheit: In den drei Gemeinden Litola,[9] Mbimbi[10] und Ngwinde[11] gibt es je eine staatliche Apotheke.
- Verkehr: Den Bezirk durchquert die asphaltierte Nationalstraße T6, die von Songea im Westen nach Mtwara im Osten verläuft.[12]